# Eratigena
Genre
Eratigena est un genre d'araignées aranéomorphes de la famille des Agelenidae.

## Distribution
Les espèces de ce genre se rencontrent en zone holarctique et au Laos.

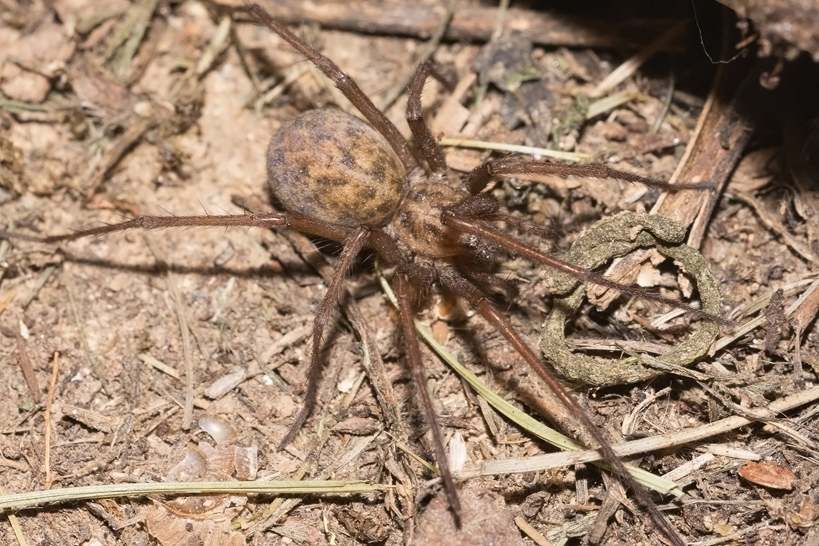
Eratigena agrestis

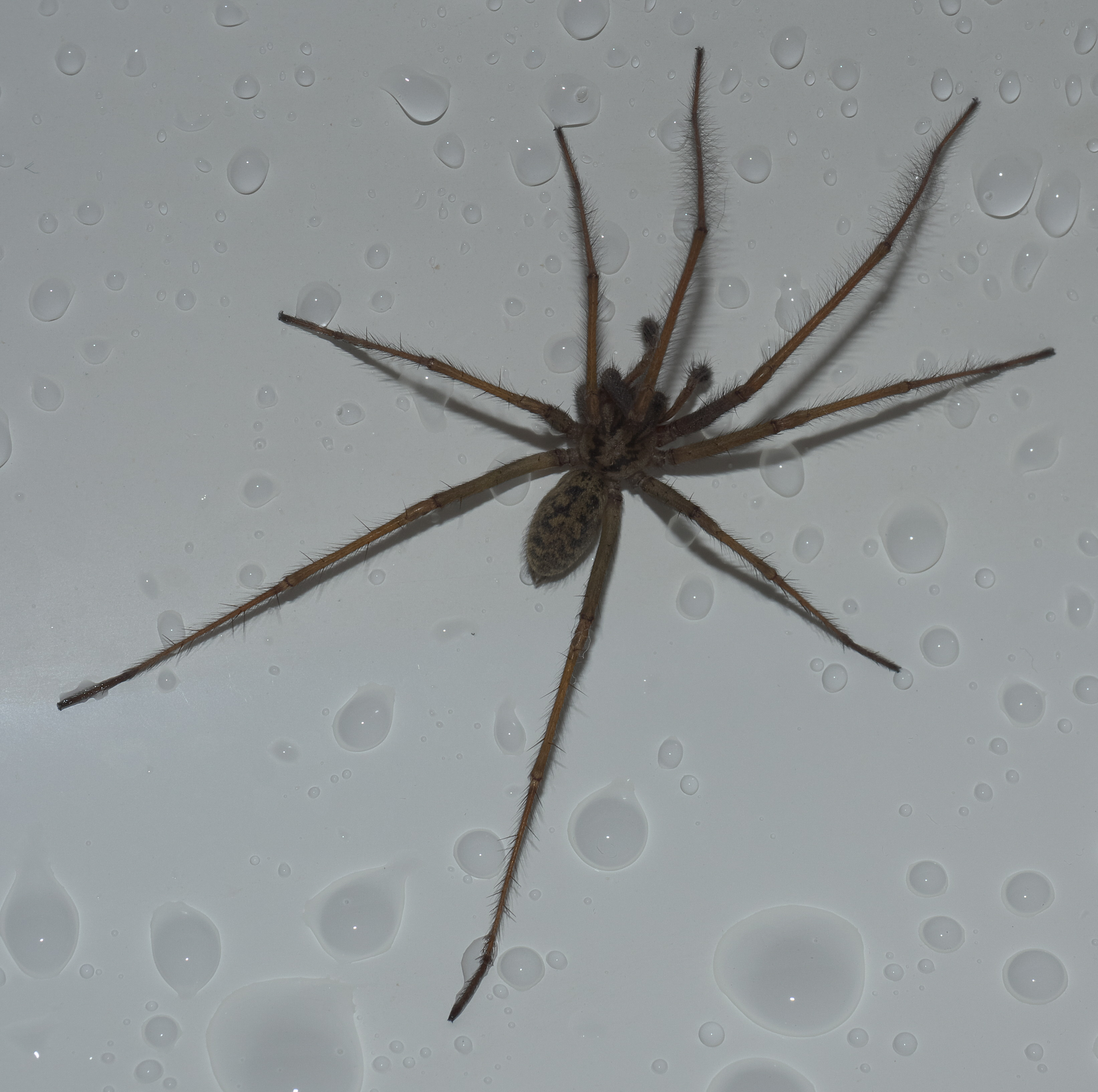
Eratigena duellica

## Liste des espèces
Selon World Spider Catalog (version 26, 19/05/2025) :
- Eratigena africana (Lucas, 1846)
- Eratigena agrestis (Walckenaer, 1802)
- Eratigena arganoi (Brignoli, 1971)
- Eratigena atrica (C. L. Koch, 1843)
- Eratigena balearica (Brignoli, 1978)
- Eratigena barrientosi (Bolzern, Crespo & Cardoso, 2009)
- Eratigena blanda (Gertsch, 1971)
- Eratigena boussalhami Lecigne, 2025
- Eratigena bucculenta (L. Koch, 1868)
- Eratigena caverna (Gertsch, 1971)
- Eratigena chefchaouen Lecigne & Bosmans, 2025
- Eratigena decora (Gertsch, 1971)
- Eratigena duellica (Simon, 1875)
- Eratigena edmundoi Bolzern & Hänggi, 2016
- Eratigena feminea (Simon, 1870)
- Eratigena fernandoi Bolzern & Hänggi, 2016
- Eratigena flexuosa (F. O. Pickard-Cambridge, 1902)
- Eratigena florea (Brignoli, 1974)
- Eratigena fuesslini (Pavesi, 1873)
- Eratigena gertschi (Roth, 1968)
- Eratigena guanato Bolzern & Hänggi, 2016
- Eratigena herculea (Fage, 1931)
- Eratigena hispanica (Fage, 1931)
- Eratigena incognita (Bolzern, Crespo & Cardoso, 2009)
- Eratigena inermis (Simon, 1870)
- Eratigena laksao Bolzern & Jäger, 2015
- Eratigena mexicana (Roth, 1968)
- Eratigena mirusha Geci, Naumova & Ibrahimi, 2025
- Eratigena montigena (Simon, 1937)
- Eratigena picta (Simon, 1870)
- Eratigena queretaro Bolzern & Hänggi, 2016
- Eratigena rothi (Gertsch, 1971)
- Eratigena saeva (Blackwall, 1844)
- Eratigena sardoa (Brignoli, 1977)
- Eratigena selva (Roth, 1968)
- Eratigena serrana (Barrientos & Sánchez-Corral, 2013)
- Eratigena sicana (Brignoli, 1976)
- Eratigena talassemtane Lecigne & Bosmans, 2023
- Eratigena tlaxcala (Roth, 1968)
- Eratigena vidua (Cárdenas & Barrientos, 2011)
- Eratigena vomeroi (Brignoli, 1977)
- Eratigena xilitla Bolzern & Hänggi, 2016
- Eratigena yarini Bolzern & Hänggi, 2016

## Systématique et taxinomie
Ce genre a été décrit par Bolzern, Burckhardt et Hänggi en 2013 dans les Agelenidae.

## Étymologie
Eratigena est l'anagramme de Tegenaria.

## Publication originale
- Bolzern, Burckhardt & Hänggi, 2013 : « Phylogeny and taxonomy of European funnel-web spiders of the Tegenaria-Malthonica complex (Araneae: Agelenidae) based upon morphological and molecular data. » Zoological Journal of the Linnean Society, vol. 168, no 4, p. 723-848.